# 櫛引総合運動公園
櫛引総合運動公園(くしびきそうごううんどうこうえん)は、山形県鶴岡市にある運動公園。赤川の河川敷に位置する。
園内には多目的広場、陸上競技場、野球場、グランドゴルフ場といったスポーツ施設の他、イベント広場やせせらぎ水路が整備されている。広場では秋に芋煮会が行われている。

## アクセス
- JR鶴岡駅より車で15分

駐車場有

## 周辺
- 赤川
- 櫛引スポーツセンター
- 櫛引温泉
- 赤川市民ゴルフ場
- 柏戸記念館